# ستار تريك: ديب سبيس ناين
ستار تريك: ديب سبيس ناين (بالإنجليزية: Star Trek: Deep Space Nine)‏ هو مسلسل مغامرة تم إنتاجه في الولايات المتحدة. بدأ عرضه في سنة 1993. بلغ عدد مواسم المسلسل 7 مواسم، بلغ عدد حلقاته 176 حلقة، وتبلغ مدة الحلقة الواحدة 45 دقيقة. تم بث المسلسل لأول مرة بتاريخ 3 يناير 1993 بينما تم بث آخر حلقة منه بتاريخ 2 يونيو 1999. من بطولة رينيه أوبرجونوا، كولم مياني، ألكسندر صديق، نانا فيسيتور ونيكول دي بوير.

## روابط خارجية
- ستار تريك: ديب سبيس ناين على موقع IMDb (الإنجليزية)
- ستار تريك: ديب سبيس ناين على موقع ميتاكريتيك (الإنجليزية)
- ستار تريك: ديب سبيس ناين على موقع روتن توميتوز (الإنجليزية)
- ستار تريك: ديب سبيس ناين على موقع نتفليكس (الإنجليزية)
- ستار تريك: ديب سبيس ناين على موقع أول موفي (الإنجليزية)
- ستار تريك: ديب سبيس ناين على موقع فيلمافينيتي (الإسبانية)
- ستار تريك: ديب سبيس ناين على موقع كينوبويسك (الروسية)
- ستار تريك: ديب سبيس ناين على موقع ألو سيني (الفرنسية)
- ستار تريك: ديب سبيس ناين على موقع قاعدة بيانات الفيلم (الإنجليزية)